# Janet Parker
Janet Parker (født marts 1938, død 11. september 1978) var en britisk medicinsk fotograf, der var den sidste person i verden, der døde af koppeinfektion. Hun blev udsat for smitten i forbindelse med sit arbejde. 
I den officielle rapport om dødsfaldet (link til rapport herunder) kan man nederst på side 12/236 læse at Parker var blevet vaccineret mod kopper i 1966. 